# 桜井啓子 (イスラーム研究者)
桜井 啓子（さくらい けいこ、1959年 - ）は、日本のイスラム研究者。早稲田大学国際教養学部教授。専門は、イラン現代史、比較社会学。
東京都生まれ。上智大学文学部史学科卒業後、上智大学大学院外国語学研究科博士課程修了。明治学院大学国際平和研究所研究員、学習院女子大学助教授・教授を経て、早稲田大学国際教養学部教授。早稲田大学イスラーム地域研究機構長。
2001年に『現代イラン』で第13回アジア太平洋賞特別賞、2003年にイラン・イスラーム文化指導省 第６回国際学術賞を受賞。

## 著書
- 『革命イランの教科書メディア - イスラームとナショナリズムの相剋』（岩波書店、1999年）
- 『現代イラン - 神の国の変貌』（岩波書店〈岩波新書〉、2001年）
- 『日本のムスリム社会』（筑摩書房〈ちくま新書〉、2003年）
- 『シーア派 - 台頭するイスラーム少数派』（中央公論新社〈中公新書〉、2006年）
- 『イスラーム圏で働く - 暮らしとビジネスのヒント』編著（岩波書店〈岩波新書〉、2015年）